# Odontodactylus scyllarus
O camarão-louva-a-deus-palhaço (Odontodactylus scyllarus), também conhecido como lagosta-boxeadora, é uma espécie de tamarutaca nativa do Indo-Pacífico, de Guam até a África Oriental. Em aquários de água salgada, é uma atração tanto pela coloração quanto pelo perigo.

## Descrição
O. scyllarus é uma das espécies de estomatópodes (tamburutaca, ou tamarutaca), chegando a 18 cm. De coloração verde, com pernas laranjas e com a carapaça com estampas tipo leopardo.

## Ecologia
Odontodactylus scyllarus vive em tocas que constrói nos fundos dos corais, ou através de buracos deixados por outros animais, em rochas e substratos próximos de corais de recifes a cerca de 40 metros de profundidade.
São capazes de desferir um dos mais rápidos e violentos golpes do reino animal, seu soco fora registrado com uma velocidade de 80 km/h e aceleração similar a uma arma calibre .22. A pressão exercida pelo soco é de 60 kg/cm². Essa força esmagadora é a responsável pelo seu título de "lagosta-boxeadora" e é capaz de facilmente quebrar a carapaça de um caranguejo, as conchas duras e calcificadas de gastrópodes ou até mesmo quebrar o vidro reforçado de um aquário

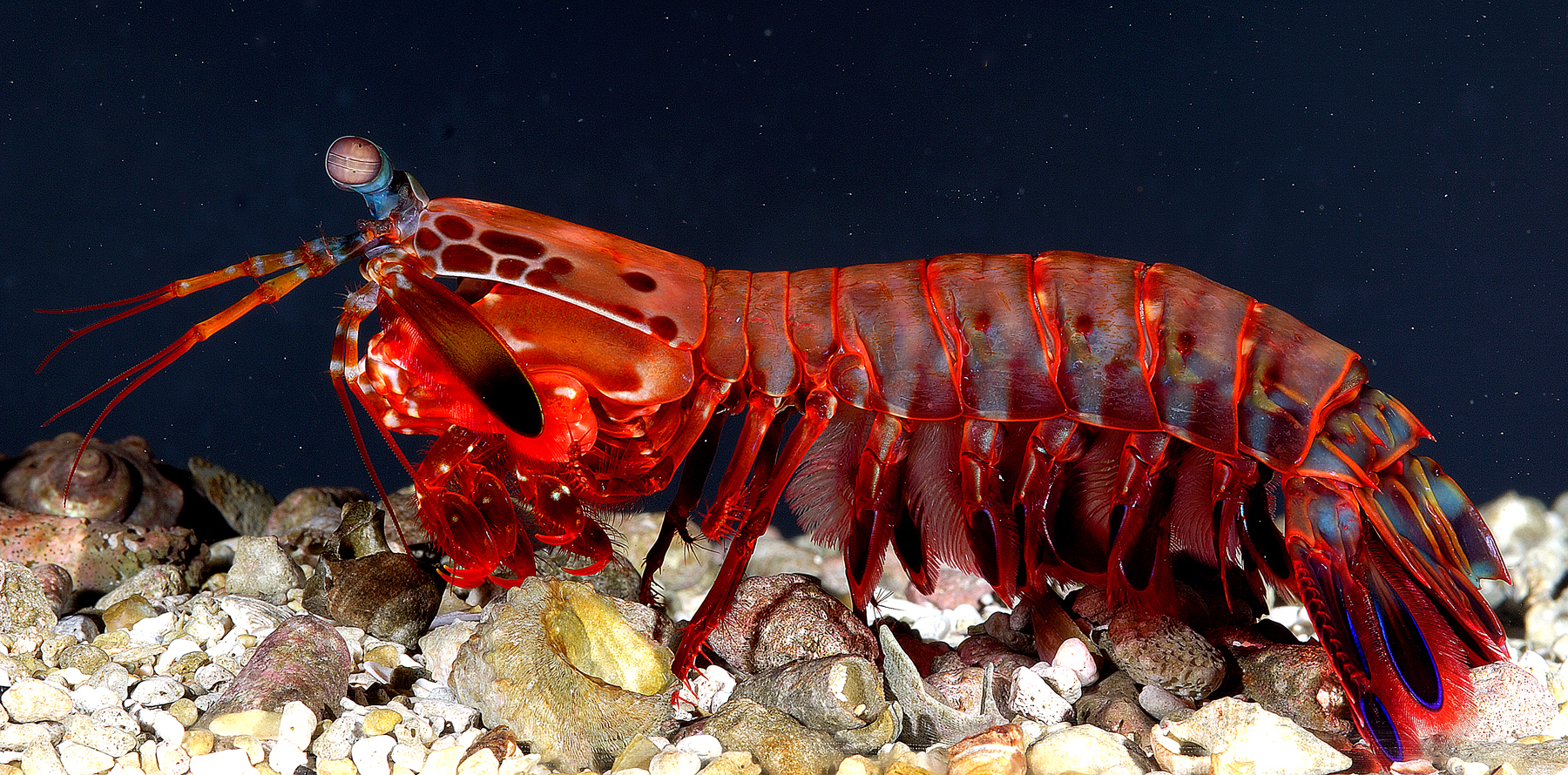
Vista lateral de uma fêmea
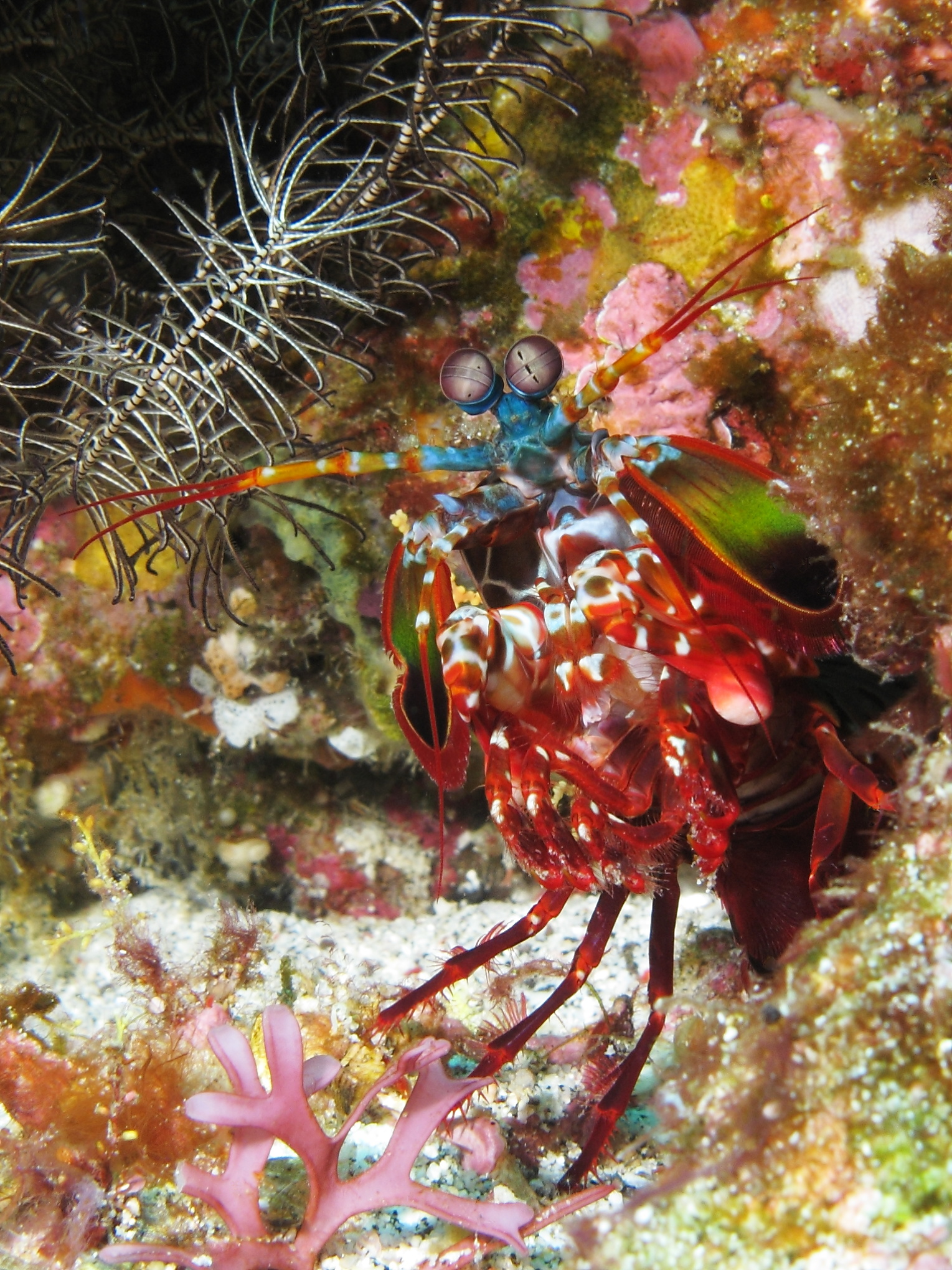
O. scyllarus curioso
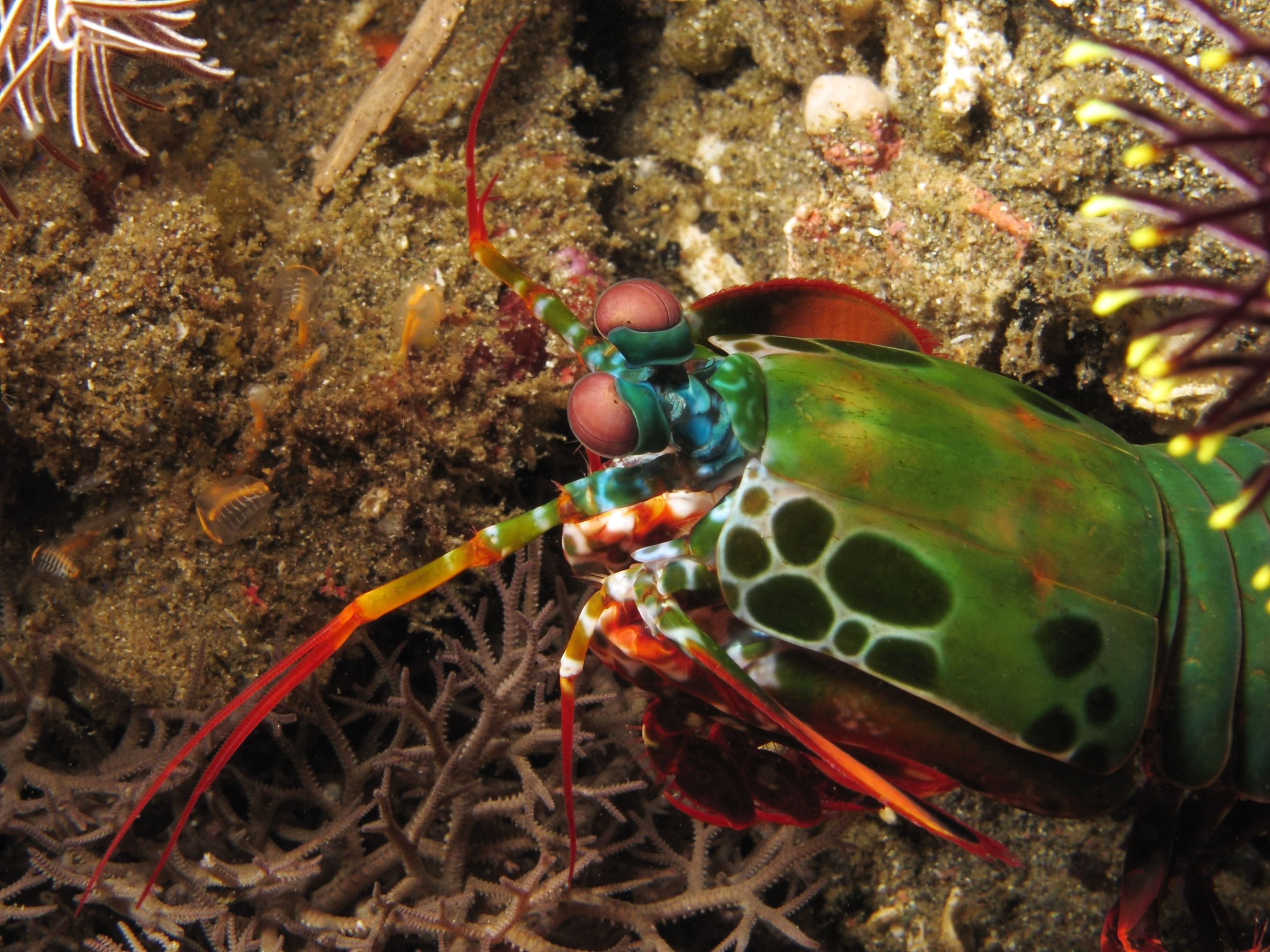
Outro ângulo